# Комароловка тропічна
Комароловка тропічна (Polioptila plumbea) — вид горобцеподібних птахів родини комароловкових (Polioptilidae).

## Поширення
Вид поширений в Центральній та Південній Америці від півдня Мексики до Болівії та значної частини Бразилії. Живе у різноманітних лісах: від сухих лісів каатинги до дощових лісів Амазонії.

## Опис
Дрібний птах, завдовжки 10-12 см, вагою 6-8 г. Верхня частина тіла темно-сіра, нижня частина тіла і лице білі. У самців на голові є чорна корона. Дзьоб довгий, тонкий, чорного кольору.

## Спосіб життя
Птах мешкає у верхньому ярусі лісу. Полює на комах і павуків серед листя та гілок дерев. Чашоподібне гніздо будує серед гілок високого дерева. Самиця у травні-червні відкладає 2-3 білих з коричневими плямами яйця.

## Підвиди
- Polioptila plumbea anteocularis Hellmayr, 1900
- Polioptila plumbea atricapilla (Swainson, 1831)
- Polioptila plumbea bilineata (Bonaparte, 1850)
- Polioptila plumbea brodkorbi Parkes, 1979
- Polioptila plumbea cinericia Wetmore, 1957
- Polioptila plumbea daguae Chapman, 1915
- Polioptila plumbea innotata Hellmayr, 1901
- Polioptila plumbea maior Hellmayr, 1900
- Polioptila plumbea parvirostris Sharpe, 1885
- Polioptila plumbea plumbea (Gmelin, 1788)
- Polioptila plumbea plumbiceps Lawrence, 186
- Polioptila plumbea superciliaris Lawrence, 1861